# بخش‌های دپارتمان ژیروند
بخش‌های دپارتمان ژیروند (انگلیسی: Arrondissements of the Gironde department) شامل ۶ بخش به شرح زیر است:
1. بخش ارکشون با ۱۷ کمون (فرانسه) و جمعیت ۱۴۳ هزار نفر در سال ۲۰۱۳ می‌باشد.
2. بخش بلی با ۶۳ کمون (فرانسه) و جمعیت ۸۷ هزار نفر در سال ۲۰۱۳ می‌باشد.
3. بخش بوردو با ۸۲ کمون (فرانسه) و جمعیت ۹۰۷ هزار نفر در سال ۲۰۱۳ می‌باشد.
4. بخش لانگون با ۱۹۷ کمون (فرانسه) و جمعیت ۱۲۹ هزار نفر در سال ۲۰۱۳ می‌باشد.
5. بخش لسپر-مدوک با ۵۰ کمون (فرانسه) و جمعیت ۸۵ هزار نفر در سال ۲۰۱۳ می‌باشد.
6. بخش لیبورن با ۱۲۹ کمون (فرانسه) و جمعیت ۱۵۱ هزار نفر در سال ۲۰۱۳ می‌باشد.